# Armageddon (escacs)
Una partida d'escacs armageddon és aquella, generalment a ritme de blitz (cinc minuts per jugador per a tota la partida), en la qual el jugador amb les peces blanques rep més temps per realitzar les seves jugades, però està obligat a guanyar la partida, mentre que el jugador amb les peces negres és declarat vencedor en el cas de taules. Aquest tipus de partida s'utilitza normalment com a desempat definitiu d'un enfrontament entre dos jugadors, quan tots els desempats previs han resultat insuficients.
Entre els torneigs que utilitzen aquest sistema de desempat destaquen els realitzats mitjançant enfrontaments individuals o per eliminació directa, tals com la Copa del Món o el Campionat del Món. El desempat amb partida armaggedon s'estipulà com a darrer recurs en els enfrontaments més recents del Campionat del Món del 2007 i del 2008, encara que en cap dels casos fou necessari arribar a aquesta instància. On sí que es va portar a la pràctica aquest tipus de partida va ser en el desempat final del Torneig de Zurich 2015 entre Viswanathan Anand i Hikaru Nakamura.